# BGL BNP Paribas
BGL BNP Paribas, anteriorment Banc General de Luxemburg (BGL), (en francès: Banque Générale du Luxembourg) és un banc de Luxemburg fundat el 29 de setembre de 1919. Des de maig de 2009, el banc és membre del grup BNP Paribas. És un dels bancs més grans al Gran Ducat de Luxemburg i és la segona organització del país per nombre d'empleats.

## Història
El Banque Générale du Luxembourg (BGL) va ser fundat el 29 de setembre de 1919 per la Société Générale de Belgique de forma conjunta amb socis belgues i luxemburguesos. La seva oficina registrada es trobava a Arlon, Bèlgica, i la seva oficina principal a la Ciutat de Luxemburg. Ràpidament es va traslladar a les noves instal·lacions al carrer Aldringen 14. En 1928, s'havia convertit en un important banc regional estenent les seves operacions a les regions veïnes de Bèlgica i França. El 1935, la seva oficina registrada va ser traslladada a Luxemburg on BGL es va convertir en una corporació luxemburguesa. A la dècada de 1960, BGL es va convertir en un jugador clau en les finances internacionals amb les transaccions transfrontereres guanyant pes en les seves operacions. A la fi de la dècada de 1970, va entrar al mercat dels Eurobons, obrint oficines a Milà, Hong Kong i Frankfurt del Main i fundant Banque Générale du Luxembourg (Suisse) a Zúric el 1982. El 29 de novembre de 1984, les accions de BGL van cotitzar per primera vegada a borsa de Luxemburg.
Per a 1999, BGL actuava com a banc comercial pels seus clients de Luxemburg així com un banc d'inversió oferint serveis financers a la comunitat internacional. Al febrer de 2000, BGL i el seu accionista majoritari Fortis van formar una associació estratègica sota la qual Fortis adquiria sobre el 97% de les accions del banc. El 2005 va canviar el seu nom a Fortis Bank Fortis Luxembourg. El 2008, l'Estat de Luxemburg va adquirir el 49.9% de les accions del banc; al setembre de 2008, va invertir 2.500 milions d'euros a Fortis Bank Luxembourg. Al mes següent, els governs belgues i luxemburguès, en associació amb BNP Paribas, van consolidar les estructures de negoci de Fortis a Bèlgica i Luxemburg. Al desembre, l'Estat de Luxemburg es va convertir en accionista del 49.9% i va canviar el nom del banc a BGL. Al maig de 2009, BNP Paribas es va convertir en accionista majoritari (65.96%) a BGL, retenint l'Estat de Luxemburg el 34%. El 21 de setembre, el nom registrat del banc va ser modificat a BGL BNP Paribas i, al febrer de 2010, BGL BNP Paribas es va convertir en propietari al 100% de BNP Paribas Luxembourg. La transferència va ser finalitzada l'1 d'octubre de 2010 amb la incorporació del negoci de BNP Paribas Luxembourg a la plataforma d'operacions de BGL BNP Paribas.

## Evolució recent
El banc va registrar una evolució financera positiva als primers sis mesos de 2011 amb un benefici net consolidat 207,6 milions d'euros i uns ingressos bancaris nets 400 milions d'euros. Comparacions amb el mateix període de 2012 són tanmateix difícils de fer, donada la integració del banc en el grup BNP Paribas.
A data d'1 de gener de 2011, BGL BNP Paribas és el segon més gran d'ocupació de Luxemburg amb una plantilla de 4.110 treballadors, per darrere d'ArcelorMittal amb 6.070.
Durant el gener de 2019 el sector de la banca privada es va separar i es va fer autònom